# Touguinha e Touguinhó
Touguinha e Touguinhó (oficialmente: União das Freguesias de Touguinha e Touguinhó) é uma freguesia portuguesa do município de Vila do Conde, com 7,72 km² de área e 3346 habitantes (censo de 2021). A sua densidade populacional é 433,4 hab./km².

## História
Foi constituída em 2013, no âmbito de uma reforma administrativa nacional, pela agregação das antigas freguesias de Touguinha e de Touguinhó.
As localidades de Touguinha e de Touguinhó foram integradas no concelho de Vila do Conde em 1836, fazendo anteriormente parte do concelho de Barcelos.

## Demografia
A população registada nos censos foi:
| Distribuição da População por Grupos Etários | Distribuição da População por Grupos Etários | Distribuição da População por Grupos Etários | Distribuição da População por Grupos Etários | Distribuição da População por Grupos Etários | Distribuição da População por Grupos Etários |
| -------------------------------------------- | -------------------------------------------- | -------------------------------------------- | -------------------------------------------- | -------------------------------------------- | -------------------------------------------- |
| Antes da agregação                           |                                              |                                              |                                              |                                              |                                              |
| Ano                                          | 0-14 anos                                    | 15-24 anos                                   | 25-64 anos                                   | >= 65 anos                                   | Total                                        |
| 2001                                         | 509                                          | 433                                          | 1563                                         | 363                                          | 2868                                         |
| 2011                                         | 612                                          | 374                                          | 1960                                         | 440                                          | 3386                                         |
| Após a agregação                             |                                              |                                              |                                              |                                              |                                              |
| Ano                                          | 0-14 anos                                    | 15-24 anos                                   | 25-64 anos                                   | >= 65 anos                                   | Total                                        |
| 2021                                         | 463                                          | 380                                          | 1881                                         | 622                                          | 3346                                         |

## Monumentos e Locais de Interesse
- Ponte Românica de Touguinhó
- Ponte de Este (Touguinhó)
- Igreja de Touguinha
- Igreja de Touguinhó